# Melay, Haute-Marne
Melay là một xã thuộc tỉnh Haute-Marne trong vùng Grand Est đông bắc nước Pháp.